# Start-Up
Start-Up (hangul: 스타트업) je južnokorejska televizijska serija. Glavne uloge su igrali Bae Suzy, Nam Joo-hyuk, Kim Seon-ho i Kang Han-na.

## Uloge
- Bae Suzy - Seo Dal-mi
- Nam Joo-hyuk - Nam Do-san
- Kim Seon-ho - Han Ji-pyeong
- Kang Han-na - Won In-jae/Seo In-jae

## Vanjske poveznice
- Službena stranica